# Józef (książę Brazylii)
Józef de Bragança port., José Francisco Xavier de Paula Domingos António Agostinho Anastácio de Bragança (ur. 20 sierpnia 1761, zm. 11 września 1788) – najstarsze dziecko królowej-monarchini Marii I i jej męża króla Piotra III, brat Jana VI.

## Życiorys
Józef urodził się w pałacu w Ajuda, pod Lizboną. Po urodzeniu dziadek król Józef I Reformator nadał mu jako pierwszej osobie płci męskiej tytuł księcia Beiry. Jego matka była wtedy księżniczką Brazylii i następczynią tronu Portugalii
21 lutego 1777 jako 15-letni chłopak ożenił się ze swoją 30-letnią ciotką – infantką Marią Franciszką Benedyktą. Para nie miała dzieci. 3 dni później zmarł dziadek Józefa, a ojciec Benedykty – król Józef I. Matka Józefa została królową, a on sam – następcą tronu Portugalii oraz przyjął tytuły księcia Brazylii i 14. księcia Braganzy. Zmarł w wieku 27 lat na ospę i został pochowany w Monasterium św. Wincentego z Saragossy.
Był odznaczony portugalskimi Krzyżami Wielkim Trzech Orderów Wojskowych: Chrystusa, Św. Benedykta z Avis i Św. Jakuba od Miecza oraz hiszpańskim Orderem Złotego Runa.